# 시타델 (1938년 영화)
《시타델》(The Citadel)은 영국에서 제작된 킹 비더 감독의 1938년 드라마 영화이다. 로버트 도냇 등이 주연으로 출연하였고 빅터 사빌 등이 제작에 참여하였다.

## 출연

### 주연
- 로버트 도냇
- 로사린드 러셀
- 랠프 리처드슨
- 렉스 해리슨
- 엠린 윌리엄스

### 조연
- 페넬로피 더들리-워드
- 프란시스 L. 설리번
- 메리 클레어
- 세실 파커
- 노라 스윈번
- 에드워드 챔프먼
- 애센 세일러
- 펠릭스 아일머

## 기타
- 원작자: A. J. 크로닌
- 미술: 알프레드 준지
- 미술: 라자르 미어슨